# Lycophocyon hutchisoni
Il licofocione (Lycophocyon hutchisoni) è un mammifero carnivoro estinto, appartenente ai caniformi. Visse nell'Eocene medio (circa 45 milioni di anni fa) e i suoi resti fossili sono stati ritrovati in California (USA).

## Descrizione
Questo animale è noto per vari crani più o meno completi e alcune parti dello scheletro postcranico, che permettono di ricostruirne l'aspetto: Lycophocyon doveva essere un piccolo carnivoro, non più grande di una volpe, dotato di una testa relativamente robusta e di un muso relativamente corto. La scatola cranica era stretta, mentre la forma generale del cranio ricordava quella di Cynodictis, un altro piccolo carnivoro primitivo dell'Eocene europeo.

## Classificazione
Descritto per la prima volta nel 2011, Lycophocyon differiva dagli altri caniformi per l'assenza di ossa entotimpaniche ben ossificate e saldate alla base cranica. Queste caratteristiche insieme ad altre caratteristiche della dentatura, indicano che Lycophocyon era uno dei più basali tra i caniformi, il grande gruppo di carnivori che comprende canidi, ursidi, procionidi, mustelidi e pinnipedi, insieme ad altre forme estinte come gli anficionidi.
Secondo un'analisi cladistica del 2011, Lycophocyon sembrerebbe più derivato rispetto a Daphoenus e agli altri anficionidi, ma meno derivato rispetto al gruppo contenente i canidi e gli altri caniformi.
Caniformia
```
|-- †
Miacis

|--o †
Daphoenus

|  `-- †
Amphicyonidae

`--o †
Lycophocyon

   |--o †
Hesperocyon

   |  |- †Hesperocyoninae
   |  `-- 
Caninae

   |--o †
Otarocyon

   |  `- †Borophaginae
   `--o Arctoidea
      |--o Ursoidea 
      |  |--o †
Amphicticeps
 
      |     `--o †Amphicynodontinae
      |        |-- †
Hemicyonidae

      |        `-- 
Ursidae

      `--o Musteloidea
         |-- †
Mustelavus

         |--O †
Plesictis
 
         |  `-- 
Mustelidae

         |--o †
Zodiolestes

         |  `-- †
Oligobunidae

         |-- †
Pseudobassaris

         `--o †
Broiliana

            `-- 
Procyonidae
```

## Paleobiologia
Probabilmente Lycophocyon era un carnivoro terrestre che si cibava di piccoli animali, e l'equivalente ecologico attuale potrebbe risiedere in animali simili alle genette, alle martore e alle manguste. 

## Significato del nome
Il nome generico Lycophocyon significa "cane del crepuscolo" a causa del ritrovamento dei suoi fossili nella parte occidentale del Nordamerica. L'epiteto specifico, hutchisoni, onora il paleontologo J. Howard Hutchison.